# Grindavík (krater)
Grindavík är en nedslagskrater på planeten Mars namngiven efter den isländska staden Grindavík.
Kratern har en diameter på ungefär 11 km.